# Les Tallarises
Les Tallarises és una serra situada al municipi de Begues a la comarca del Baix Llobregat, amb una elevació màxima de 716 metres.